# Illa Mali Liàkhovski
L'illa Mali Liàkhovski (en rus: Малый Ляховский) és la segona illa més gran de les illes Liàkhovski, un subgrup que pertany a l'arxipèlag de les illes de Nova Sibèria i que es troba al mar de Làptev, al nord de Rússia. Té una superfície de 975,5 km².
Les illes Liàkhovski reben el nom en honor a Ivan Liakhov, que les va explorar el 1773.

## Geologia
L'illa està formada per turbidites del Juràssic superior al Cretaci inferior, també conegudes com a flysch, cobertes per una fina capa de sediments del Pliocè al Plistocè. Aquestes roques mesozoiques consisteixen en gresos, argilites i esquists deformats en plegaments que van en direcció est-nord-est d'uns 7 a 20 km d'amplada. Les roques del Mesozoic estan cobertes per una capa relativament prima de sediments arenosos i argilosos del Pliocè al Plistocè d'origen col·luvial i al·luvial. Prop de la costa els sediments al·luvials van graduant-se fins a convertir-se en sediments marins, de la propera costa, que contenen mol·luscs marins fòssils i fusta lignificada. En aquests sediments s'ha desenvolupat un gruixut permafrost.
El 29 de maig de 2013 una expedició de la Universitat Federal del Nord-Est hi va trobar les restes d'un esquelet de 10.000 anys d'antiguitat d'una femella de mamut. Es va informar de la troballa de sang en estat líquid a les cavitats de sota el ventre tot i que la temperatura en el moment de l'excavació era de -7 a -10 °C. Es va especular que aquesta troballa podria revelar informació sobre les propietats crioprotectores de la sang de mamut. Les restes de mamut es van portar a Yakutsk, a la República de Sakha, per a realitzar un examen bacterià i l'anàlisi de teixits, especialment per a un projecte per clonar un mamut.

## Vegetació
La tundra cobreix l'illa. És una tundra formada principalment per herbes de creixement molt baix, joncs, herbes, molses, líquens i hepàtiques. Aquestes plantes cobreixen majoritàriament o completament la superfície del sòl. Els sòls solen ser humits, de gra fi i sovint amb petites hummocks.